# 梅奥机场
梅奥机场（英語：Mayo Airport）是位于加拿大育空地区梅奥的一个公共机场，位于城镇以北1.5海里（2.8；1.7英里）的位置；机场由育空地区政府运营。

## 航空公司与航点
| 航空公司       | 目的地         |
| -------------- | -------------- |
| 加拿大北方航空 | 道森市，白马市 |